# Kopytów (Mazovie)
Pour les articles homonymes, voir Kopytów.
Kopytów [kɔˈpɨtuf] est un village polonais de la gmina de Błonie situé dans le powiat de Varsovie-ouest et dans la voïvodie de Mazovie, dans le centre-est de la Pologne.
Il est situé à environ 4 kilomètres à l'est de Błonie, à 10 kilomètres à l'ouest de Ożarów Mazowiecki (le chef-lieu du district), et à 23 kilomètres à l'ouest de Varsovie.
Le village a une population de 260 habitants.